# Ludwig Dornauer

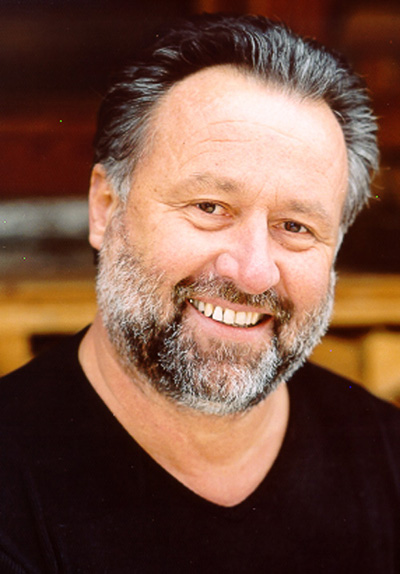
Ludwig Dornauer

Ludwig Dornauer (* 14. November 1953 in Fügen) ist ein österreichischer Schauspieler aus Tirol.

## Leben
Dornauer absolvierte zunächst eine Ausbildung zum Masseur, dann 1976 bis 1978 eine Ausbildung zum Schauspieler bei Ulrich Beiger in München mit Abschluss 1979 in Karlsruhe. Ludwig Dornauer hatte seine ersten Engagements als Schauspieler fünf Jahre an der Württembergischen Landesbühne Esslingen und fünf Jahre am Tiroler Landestheater Innsbruck bis 1987, danach Gastverträge, Festspiele. Er arbeitete unter anderem zusammen mit den Regisseuren Friedric, Valère, Abram, Phaon, Mitterer, Lee und Lex.
Neben seiner Schauspieltätigkeit sammelte Ludwig Dornauer Erfahrungen in den Bereichen Hörspiel und als Synchronsprecher. Er ist seit 1989 freiberuflich tätig für Film und Fernsehen sowie als Autor. Zudem war er von 1995 bis 2024 als Sprecher und Radiomoderator im ORF-Landesstudio Tirol tätig. Seine unverwechselbar markante Stimme brachte ihm den Beinamen "Die Stimme Tirols" ein.

## Filmografie
- 1988–1993: Verkaufte Heimat, 4 Folgen. Regie: Karin Brandauer, Gernot Friedel
- 1989–1991: Die Piefke-Saga, 4 Folgen. Regie: Wilfried Dotzel
- 1992: Undine
- 1994: Der Salzbaron, 5 Folgen
- 1994: Der Standesbeamte. Regie: Julian Pölsler
- 1994: Der Weissenthaler. Regie: Erwin Steinhauer
- 1994: Gletscher-Glan. Regie: Thomas Jauch
- 1995: Der Wald. Regie: Hartmut Grießmayr
- 1995: Dr. Schwarz und Dr. Martin. Regie: Bernd Fischerauer
- 1995: Geschichten aus Österreich
- 1995: So ist das Leben! Die Wagenfelds, 2 Folgen. Regie: Wolfram Paulus
- 1998: Alle für die Mafia, 2 Folgen. Regie: Friedl
- 1997: Frauenarzt Dr. Markus Merthin – Träume. Regie: Werner Masten
- 1997: Stockinger, 1 Folge
- 1998: Rennlauf
- 1998–2004: Tierarzt Dr. Engel, 54 Folgen. Regie: Werner Masten
- 1998: Der Bulle von Tölz: Berg der Begierden. Regie: Walter Bannert
- 1999–2003: Julia – Eine ungewöhnliche Frau, 50 Folgen. Regie: G. Erhardt/Walter Bannert
- 2003: Tatort: Tödliche Souvenirs. Regie: Peter Sämann
- 2004: Paradies für Tiere. Regie: Peter Weissflog
- 2005: Fünf-Sterne-Kerle inklusive. Regie: Vivien Naefe
- 2005: Forsthaus Falkenau – Folgen: Unter Verdacht & Beweislast
- 2006: Freundschaft. Regie: Ruppert Henning
- 2006–2015: SOKO Kitzbühel, 4 Folgen. Regie: Gerald Liegel
- 2008: Der Bergdoktor – Loslassen und festhalten
- 2008: Tatort: Granit
- 2011: Der Winzerkrieg
- 2011: Das Glück dieser Erde, 3 Folgen
- 2012: Die Bergretter – Sicht gleich Null

## Diskografie (Auswahl)
- „vom Langes übarn Summa“ (2003)
- „A meacht amal“ (2005)
- „Rascht’n und los’n“ (2007)